# 豊田市立中山小学校
豊田市立中山小学校（とよたしりつ なかやましょうがっこう）は、愛知県豊田市西中山町にある公立小学校。

## 概要
- 豊田市の北西部の田茂平町、深見町（一部）、西中山町が校区である。公立中学校に進学する場合は豊田市立藤岡南中学校へ進学する [1]。
- 旧・西加茂郡藤岡町の小学校であり、藤岡町の南部が校区であった。

## 沿革
中山小学校は2017年（平成29年）に創立100周年を迎えている。これは1917年（大正6年）に藤岡尋常高等小学校中山分教場が独立し、藤岡第三尋常小学校として開校したことによる。豊田市教育委員会によると創立年は1892年（明治25年）5月となっているが、これは中山尋常小学校として独立した年である。ここではそれ以前についても記述する。
- 1872年（明治5年）12月20日 - 加茂郡加納村に加納学校が開校。西中山村の児童は加納学校に通学する。
- 1887年（明治20年）4月 - 小学校区域変更により、西中山村は尋常小学飯野学校校区となる。西中山村から尋常小学飯野学校の距離が遠いため、一部の児童は尋常小学加納学校に通学する。
- 1889年（明治22年）
  - 6月15日 - 瑞雲寺[注釈 1]に尋常小学飯野学校簡易科が開校。
  - 10月1日 - 飯野村、西中山村、深見村、田茂平村、迫村、北一色村、石飛村が合併し、藤河村が発足。
- 1892年（明治25年）5月 - 独立し、中山尋常小学校となる。
- 1893年（明治26年）11月6日 - 藤河村西中山字蔵屋敷2[注釈 2]に校舎が完成し、移転する。開校式を行う。
- 1906年（明治39年）4月1日 - 藤河村、高岡村、富貴下村の一部（上川口・下川口）と合併し、藤岡村が発足。
- 1907年（明治40年）1月 - 藤岡第五尋常小学校に改称する。
- 1909年（明治42年）
  - 3月31日 - 廃校。
  - 4月1日 - 猿投村の猿投第一尋常小学校へ委託する。
- 1911年（明治44年）
  - 4月1日 - 義務教育が6年に延長されたことにより児童数が増加。猿投第一尋常小学校の教室不足のため、猿投村から委託を拒絶される。そのため、西中山の児童は教育を受けれない事態が発生する。
  - 6月24日 - 旧・藤岡第五尋常小学校校舎を転用し、藤岡尋常高等小学校中山分教場を設置する。1-3年生が通学し、4-6年生は藤岡尋常高等小学校へ通学する。
- 1913年（大正2年）1月23日 - 藤岡村西中山字後田91・92番地（現在地）に校舎を新築し、移転する。校舎落成式を行う。
- 1917年（大正6年）4月1日 - 独立し、藤岡第三尋常小学校となる。
- 1941年（昭和16年）4月1日 - 藤岡村第三国民学校に改称する。
- 1944年（昭和19年）5月7日 - 校舎を増築する。
- 1945年（昭和20年）10月1日 - 高等科を設置する。
- 1947年（昭和22年）
  - 4月1日 - 藤岡村立第三小学校に改称する。
  - 6月1日 - 藤岡村立中山小学校に改称する。
- 1951年（昭和26年）11月15日 - 校舎を増築する。
- 1963年（昭和38年）10月27日 - 中山小学校50周年記念式典を行う[注釈 3]。
- 1975年（昭和50年）9月6日 - プールが完成する。
- 1978年（昭和53年）4月19日 - 屋内運動場が完成する。
- 1981年（昭和56年）3月16日 - 新校舎（鉄筋コンクリート造2階建）が完成する。
- 1984年（昭和59年）3月22日 - 校舎を増築する。
- 1987年（昭和62年）9月3日 - 校舎を増築する。
- 1992年（平成4年）2月19日 - 校舎を増築する。
- 2003年（平成15年）6月6日 - 新プールが完成する。
- 2005年（平成17年）4月1日 - 藤岡町が豊田市へ編入される。同時に豊田市立中山小学校に改称する。
- 2024年  (令和7年)9月2日 - 新体育館､プレハブ棟が完成し、使用開始
- 2025年  (令和8年)1月15日ごろ -  新校舎（木造2階建て）が完成し、使用開始（予定）

## 交通アクセス
- とよたおいでんバス藤岡・豊田線（西中山経由）、小原・豊田線「後田」バス停より徒歩約5分。

## 周辺施設
- 豊田市立藤岡南中学校
- 中山松元幼稚園
- 中山こども園
- 愛知県緑化センター・昭和の森
- 猿投グリーンロード中山IC
- 東海環状自動車道豊田藤岡IC
- トヨタ紡織藤岡工場